# 亀嵩村
亀嵩村（かめだけむら）は、島根県仁多郡にあった村。現在の奥出雲町亀嵩、郡、高田にあたる。

## 地理
- 河川：亀嵩川[1]

## 歴史
- 1889年（明治22年）4月1日、町村制の施行により、仁多郡亀嵩町、亀嵩村、郡村、高田村が合併して村制施行し、亀嵩村が発足[1][2]。大字は亀嵩町、亀嵩村、郡村、高田の4大字を編成した[1]。
- 1955年（昭和30年）4月15日、仁多郡三成町、阿井村、三沢村、布勢村と合併し仁多町を新設して廃止された[1][2]。

## 産業
- 農業、雲州算盤[1]

## 教育
- 1947年（昭和22年）村立亀嵩中学校開校[1]

## 交通

### 鉄道
- 国鉄木次線 - 亀嵩駅